# Rushmere (Waveney)
Rushmere – wieś w Anglii, w hrabstwie Suffolk, w dystrykcie East Suffolk. Leży 54 km na północny wschód od miasta Ipswich i 161 km na północny wschód od Londynu. W 2005 miejscowość liczyła 75 mieszkańców.